# Proxenetes flabellifer
Proxenetes flabellifer is een platworm (Platyhelminthes). De worm is tweeslachtig. De soort leeft in het zoute water.
Het geslacht Proxenetes, waarin de platworm wordt geplaatst, wordt tot de familie Trigonostomidae gerekend. De wetenschappelijke naam van de soort werd voor het eerst geldig gepubliceerd in 1878 door Jensen.